# De Pinte
De Pinte ist eine Gemeinde in der Provinz Ostflandern mit 11.091 Einwohnern (Stand 1. Januar 2024). Sie liegt zwischen der Schelde und der Leie, etwa zwischen 7,5 und 10 m über NN, wobei das Scheldetal den niedrigsten Punkt markiert. Patroonheiliger der Parochie De Pinte ist der heilige Nikolas von Tolentino.

## Geschichte
Der Name der Gemeinde ist von einer Herberge (Het Pijntken, heutige Pintestraat 69) entlehnt und wurde erstmals als Name für die Gemeinde gebraucht, als es als Weiler von der Gemeinde Nazareth am 2. Juni 1868 abgetrennt wurde, es wurde damals auch „Klein Nazareth“ genannt. Ende des 19. Jahrhunderts siedelten sich einige Gartenbaubetriebe an, die später im 20. Jahrhundert miteinander verbunden wurden. Ab 1839 war De Pinte auch ein Halt auf der Zugverbindung Gent-Kortrijk, ab 1857 auch auf der Linie Gent-Oudenaarde.
Die Farben De Pintes sind Rot und Weiß. Die Flagge kann folgendermaßen beschrieben werden:
Geteilt von Rot und Silber im Verhältnis 2:3, im roten Herzschilde drei achtstrahlige goldene Sterne (2:1) van goud, und zwölf silberne Rechtecke (4:1:7).

## Gemeindegliederung
Die Gemeinde besteht aus dem Kernort und dem Ortsteil Zevergem, der 1977 zu De Pinte eingemeindet wurde. Die bizarre Südgrenze wurde dabei korrigiert und verläuft seitdem entlang der Schelde. Qua Einwohnerzahl ist De Pinte größer als Zevergem, aber nach Fläche sind beide mehr oder minder gleichwertig. Im Allgemeinen wird der Oudenaardse Steenweg (N60) als Grenze zwischen beiden wahrgenommen. Im Norden grenzt die Gemeinde an Sint-Martens-Latem, im Osten an Gent, im Süden an Merelbeke und Gavere sowie im Westen an Nazareth. En Detail grenzt De Pinte an folgende Teilgemeinden dieser Gemeinden:

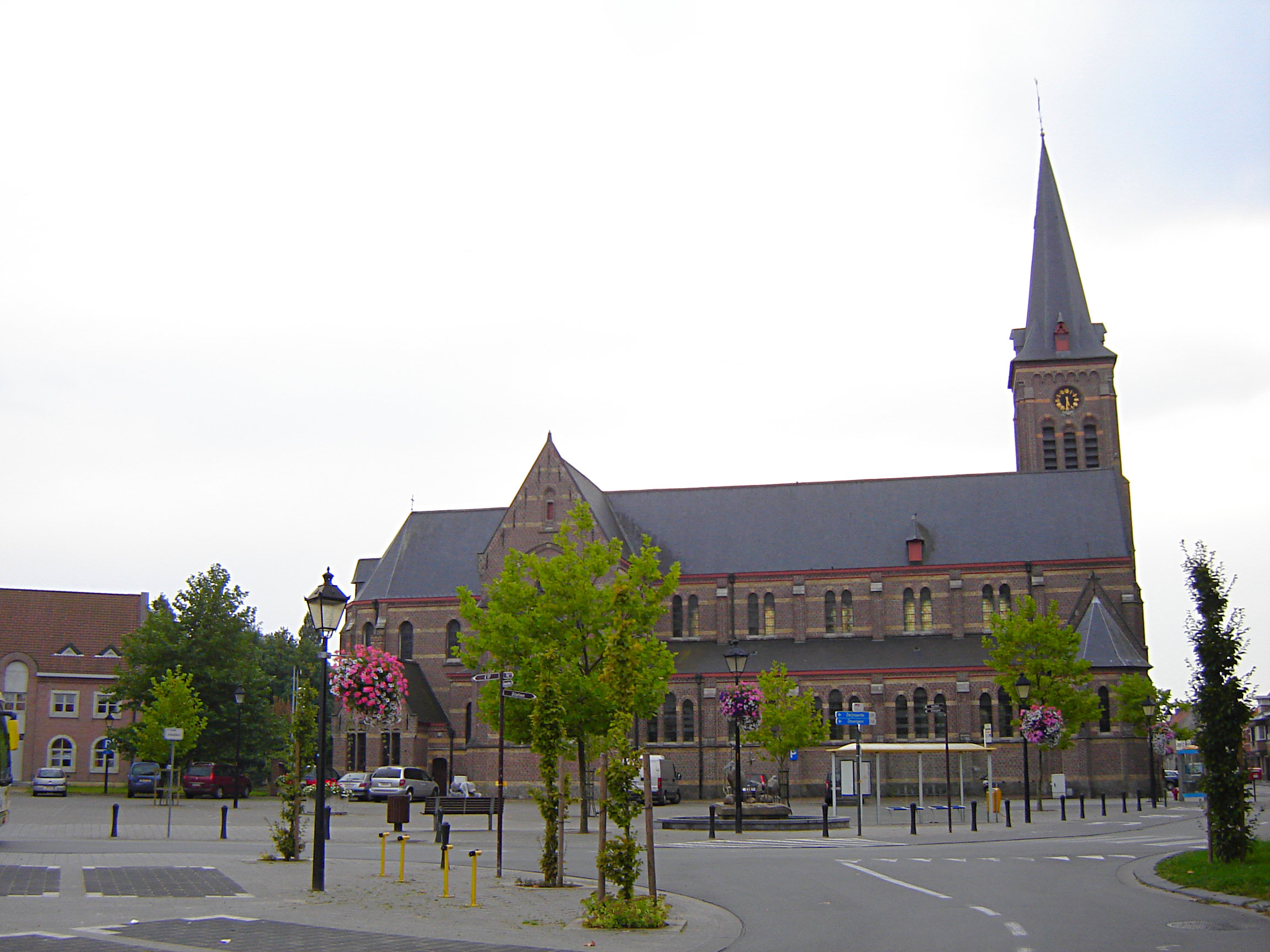
Kirchplatz mit Blick auf die St. Niklas von Tolentinokirche

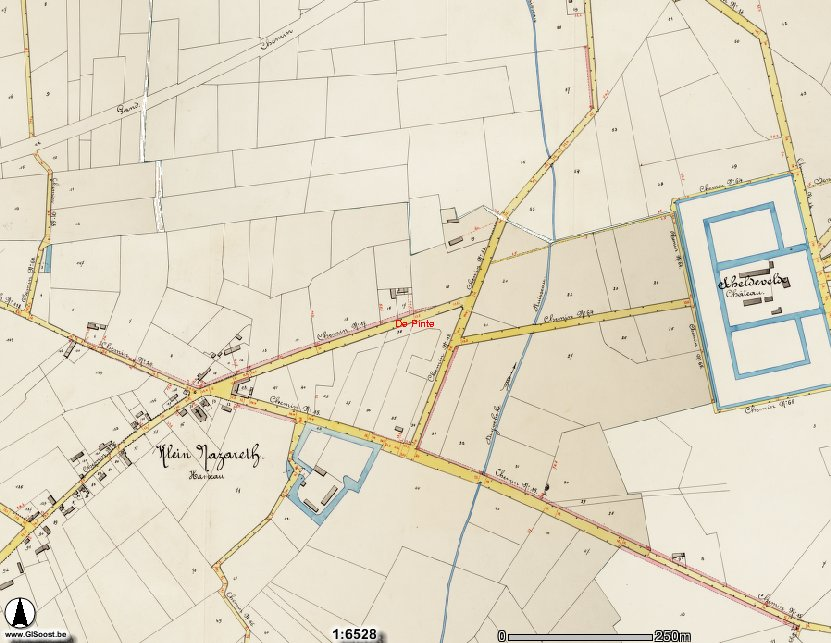
De Pinte im Atlas van Buurtwegen 1841, damals noch als Weiler Klein Nazareth

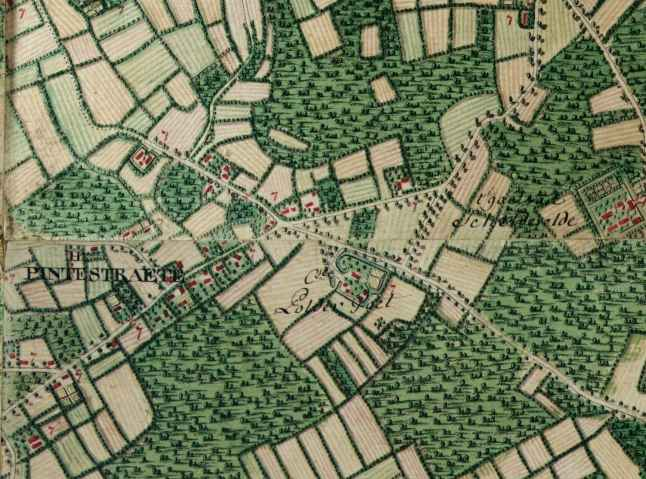
De Pinte auf der Karte Ferraris von 1771, damals noch als ein Gebiet mit dem Namen Pintestraete

| - a. Sint-Denijs-Westrem (Gent) - b. Zwijnaarde (Gent) - c. Schelderode (Merelbeke) - d. Melsen (Merelbeke) - e. Vurste (Gavere) - f. Eke (Nazareth) - g. Nazareth - h. Deurle (Sint-Martens-Latem) - i. Sint-Martens-Latem \| # \| Name \| Fläche \| Bevölkerung \| \| -- \| -------- \| ------ \| ----------- \| \| I \| De Pinte \| 8,85 \| \| \| II \| Zevergem \| 9,13 \| \| |          |        |             |
| # | Name     | Fläche | Bevölkerung |
| I | De Pinte | 8,85   |             |
| II | Zevergem | 9,13   |             |

### Zevergem
Das Dorf Zevergem liegt an der Schelde und ist eines der ältesten sogenannten Uferdörfer am Scheldeveld, es wurde erstmals 964 als Sewaringhem erwähnt. Der Name leitet sich von Saiwiwaringa heim (Heim derer von Saiwirwar) ab. Die Dorfherrschaft unterstand der Familie von Severghem, bis Rodolf de Rode sie 1232 an die Genter St. Pietersabdij (Abtei) im Tausch für Güter in Munte und Balegem gab. Besonders schön ist es für Fahrradfahrer oder Spaziergänger zwischen Zevergem und der heutigen kanalisierten Schelde. Ältere Scheldearme wie das Doornhammeke, sind nun wertvolle Naturgebiete mit Brutplätzen für allerlei Vogelarten. Verschwunden sind die Steinbetriebe, die den Scheldestein produzierten, nur zurückgebliebene Gewässeranlagen zeugen noch von dieser Vergangenheit. Der Fußballverein VC Zevergem Sportief ist beim KBVB angeschlossen.

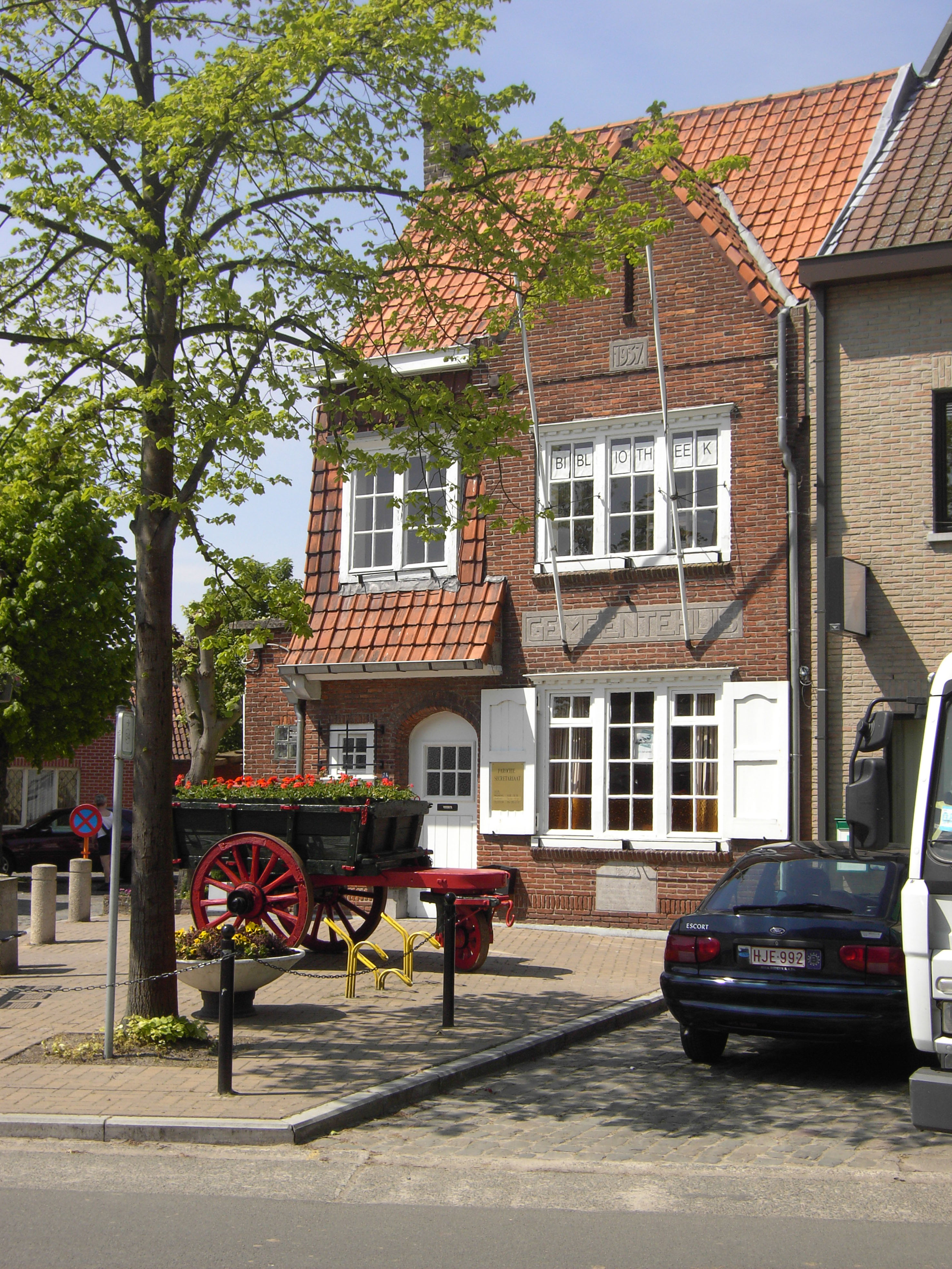
Vormaliges Gemeindehaus
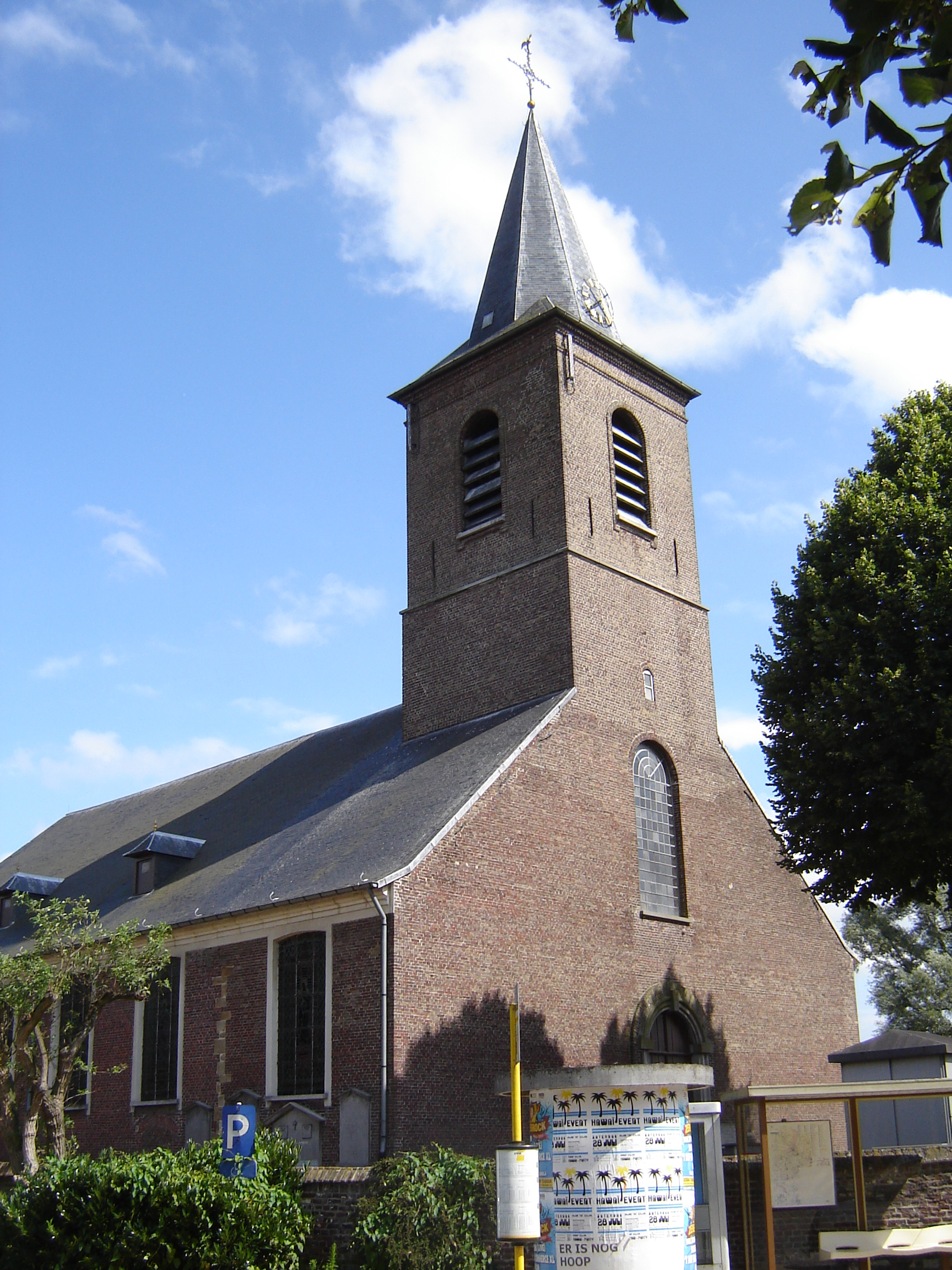
Liebfrauenkirche
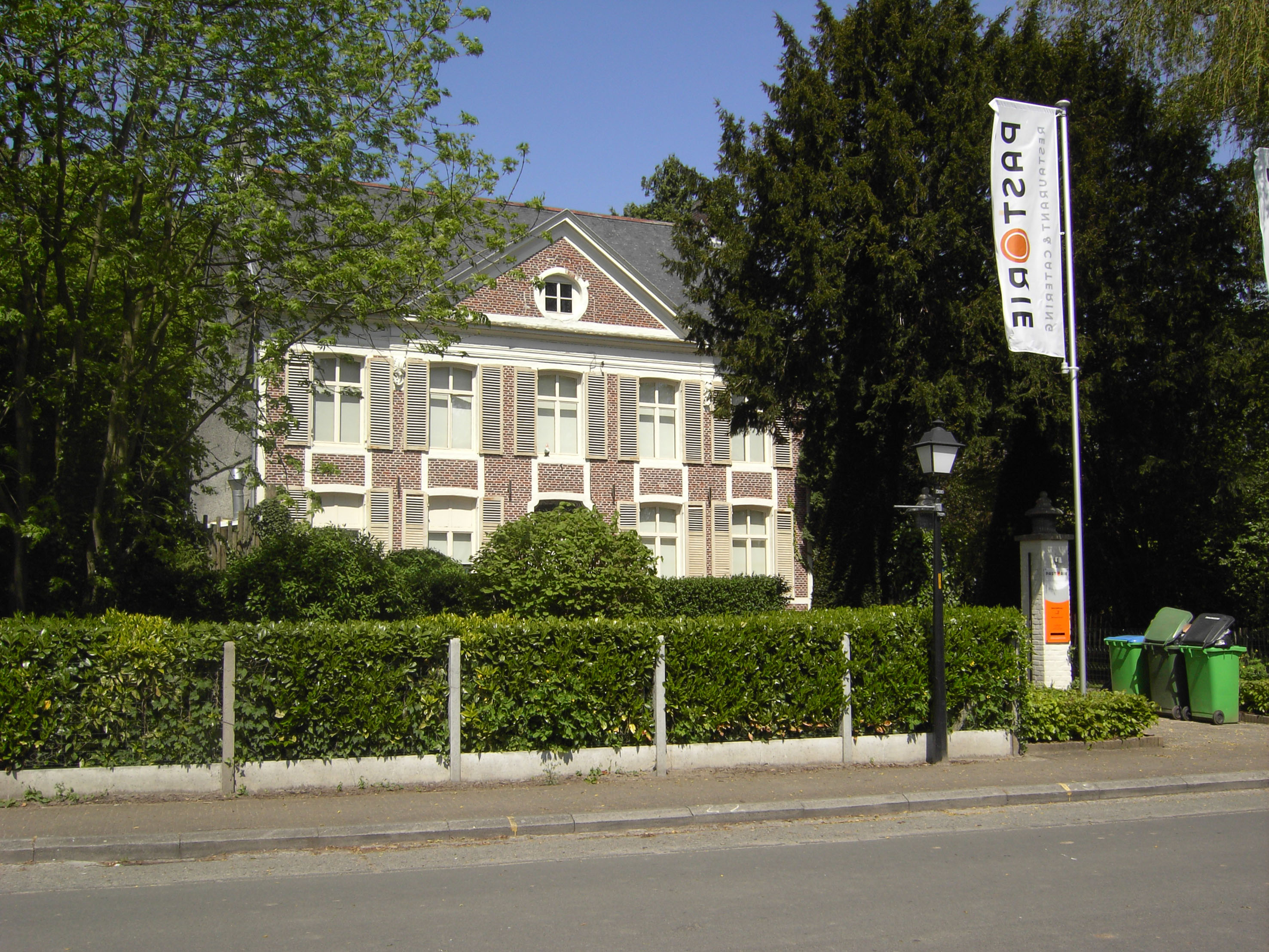
Vormalige Pastorei
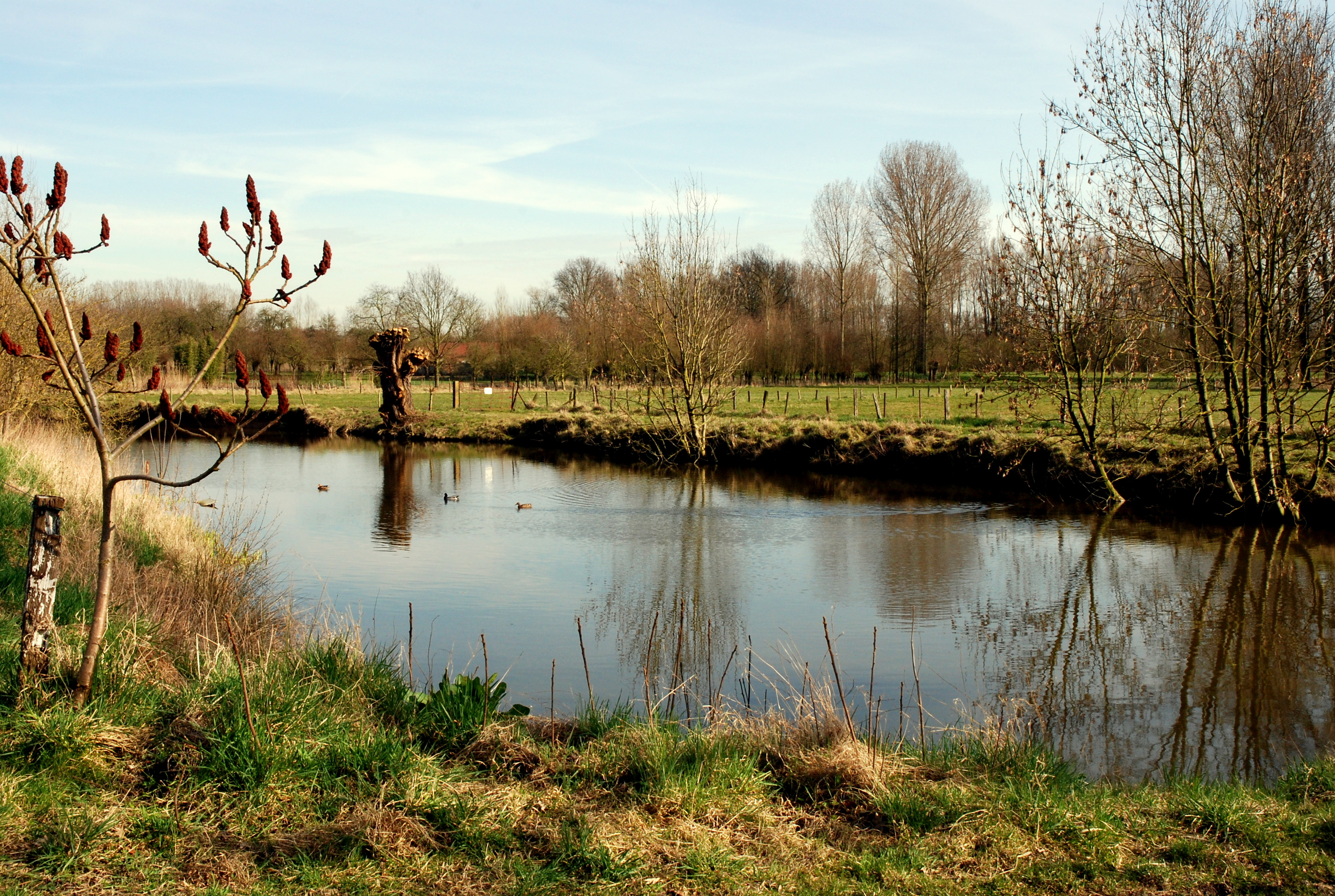
Das Doornhammeke
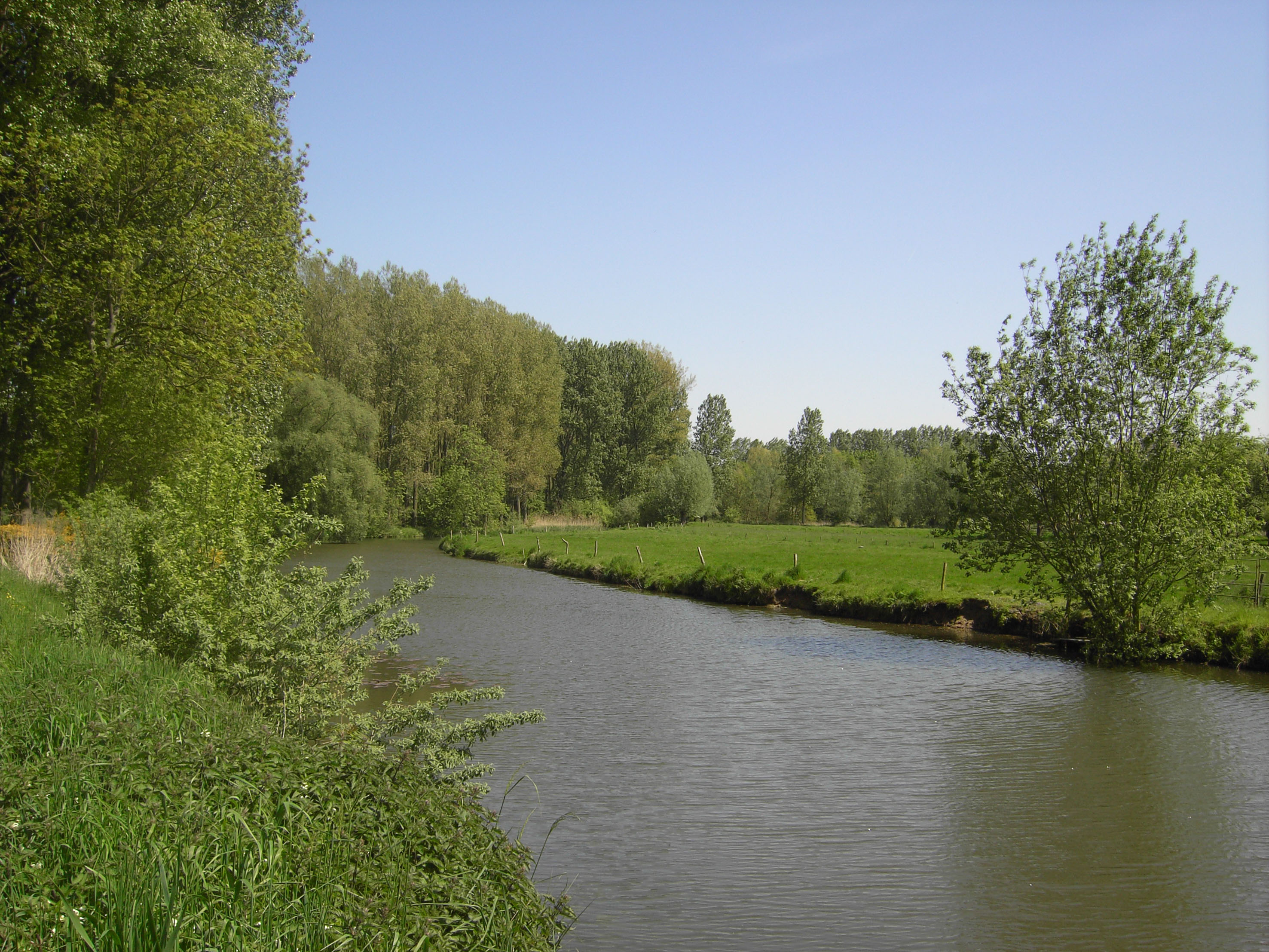
Alte Schelde zu Zevergem
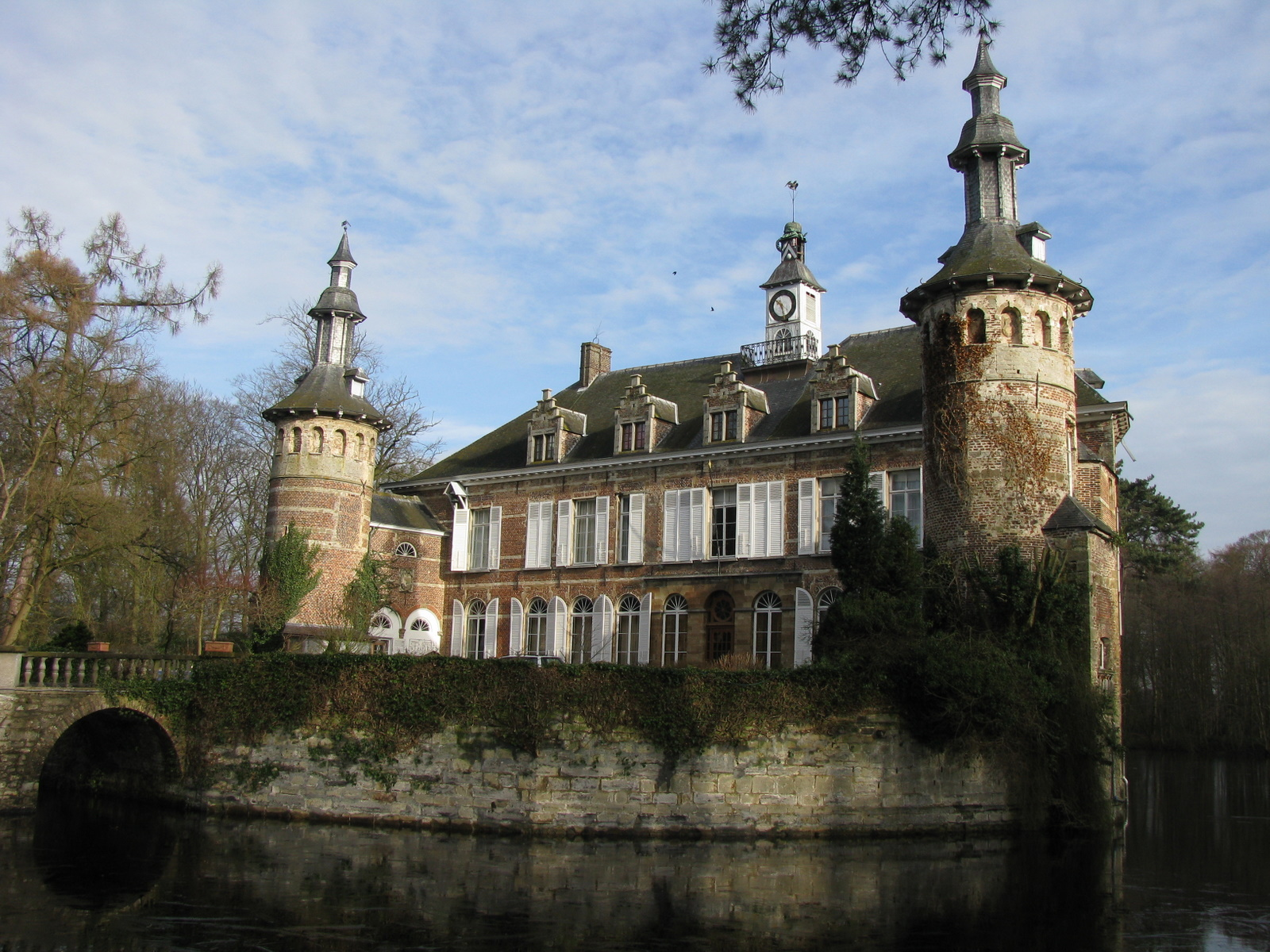
Weldener Schloss

## Bevölkerungsentwicklung
- Quelle:NIS - Anmerkung:1876 bis 1970=Volkszählungen zum 31. Dezember; 1868= Einwohnerzahl am 31. Dezember; ab 1977= Einwohnerzahl zum 1. Januar
- 1977: Eingemeindung von Zevergem und Gebietsteilen von Melsen, Schelderode und Vurste; Abtretung eines Gebietsteils von Zevergem an Merelbeke (+9,13 km² mit 1656 Einwohnern)

## Politik

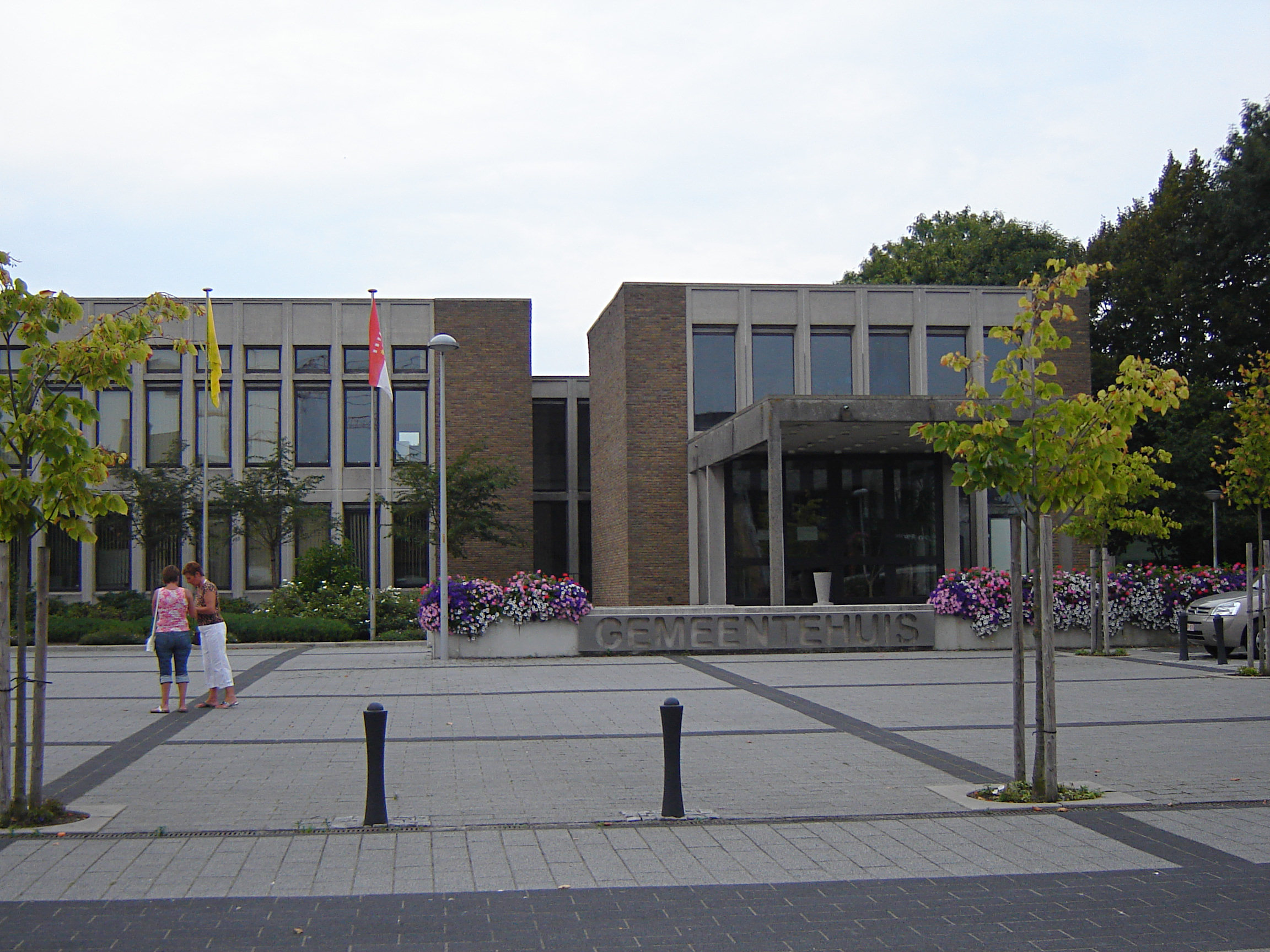
Gemeentehuis

De Pintes Bürgermeister ist Martin Van Peteghem. Er steht einem Kollegium von Bürgermeistern und Schöffen aus Politikern der CD&V und der VLD vor.

## Verkehr
Gent liegt 7 Kilometer (km) nordöstlich, Deinze 8 km südwestlich, Oudenaarde 16 km südlich, Kortrijk 32 südwestlich, Brügge 37 km nordwestlich und Brüssel 52 km südöstlich.
De Pinte wird durch den Oudenaardsesteenweg (N60) durchschnitten. Die A 14 (E17) hat via Ausfahrt 8 Anschluss an diesen.
Die Gemeinde besitzt einen Regionalbahnhof an den Bahnlinien Gent-De Pinte-Deinze-Kortrijk und Gent-De Pinte-Oudenaarde, die darüber hinaus auch eine direkte Verbindung zu Brussel, De Panne und Ronse bieten.

## Events
- Jedes Jahr findet das Radsportevent Sneukeltoer De Pinte statt, woran etwa 2300 Fahrradfahrer teilnehmen. Die Einkünfte fließen in eine Aktion „Kom op tegen kanker“, eines Aktionsbündnisses gegen Krebs.
- In Zevergem wird jährlich eines der größten Musikfestivals Ostflanders organisiert Zeverrock.

## Persönlichkeiten
- Katrien Devos, flämische Schauspielerin
- Evy Gruyaert, Radio- und Fernsehmoderatorin
- Juliaan Lampens (1926–2019), Architekt
- Tine Ruysschaert, flämische Schauspielerin
- Gabriel Ríos (* 1978), bekannter Sänger
- Frederik Sioen (* 1979), Sänger-Liedschreiber
- Paul Van Cauwenberge, Rektor der Universität Gent
- Lorenz Van de Wynkele (* 2001), Radrennfahrer

## Partnerschaft
Die Gemeinde ist seit 1971 mit der deutschen Gemeinde Freiamt (Schwarzwald) in Baden-Württemberg partnerschaftlich verbunden.